# 天翔オフィス
天翔オフィス（てんしょうおふぃす、Tensho Office）は、レンタルオフィス事業を行う天翔ビルディング株式会社が運営するレンタルオフィスである。

## 概要
東京都内を中心にレンタルオフィスを28拠点展開。オフィス名は「天翔オフィス」と表示しているが、ロゴは「TENSHO OFFICE」とローマ字を使用している。
レンタルオフィス業界の中では珍しくビル一棟をレンタルオフィスとして運営している数少ない企業である。
東京都港区、千代田区、中央区、新宿区、豊島区、渋谷区、台東区、文京区、でレンタルオフィスを展開。
全てのオフィスが駅から徒歩5分以内。お部屋は完全個室・個別空調で机と椅子のオフィス家具を完備。フリースペースと会議室も使用出来るなど充実したサービスを格安の料金で使用できるレンタルオフィスである。

## 沿革
- 2004年(平成16年)
  - 4月-「有限会社　創進」設立
- 2008年(平成20年)
  - 12月-「有限会社　創進」から「創進ビルディング株式会社」に社名変更
  - 12月-レンタルオフィス「天翔オフィス」事業スタート
  - 12月-天翔オフィス大塚　オープン
  - 12月-天翔オフィス代々木　オープン
- 2009年(平成21年)
  - 1月-天翔オフィス新宿オープン
- 2012年(平成24年)
  - 3月-「創進ビルディング株式会社」から「天翔ビルディング株式会社」に社名変更
  - 3月-天翔オフィス南青山　オープン
- 2014年(平成26年)
  - 4月-天翔オフィス神田　オープン
  - 6月-天翔オフィス白金　オープン
- 2015年(平成27年)
  - 10月-天翔オフィス高田馬場 オープン
- 2016年(平成28年)
  - 6月-天翔オフィス池袋西口 オープン
  - 8月-天翔オフィス新橋赤レンガ通りANNEX　オープン
  - 10月-天翔オフィス秋葉原万世橋　オープン
- 2017年(平成29年)
  - 1月-天翔オフィス新橋赤レンガ通りオープン
  - 6月-天翔オフィス日本橋人形町　オープン
  - 7月-本社を東京都中央区京橋に移転
- 2018年(平成30年)
  - 1月-天翔オフィス神田 リニューアルオープン
  - 3月-天翔オフィス代々木ANNEX　オープン
  - 5月-天翔オフィス赤坂　オープン
  - 9月-天翔オフィス池袋西口ANNEX　オープン
  - 10月-天翔オフィス新橋5丁目　オープン
  - 11月-天翔オフィス東京駅　オープン
  - 12月-天翔オフィス御茶ノ水　オープン
- 2020年(令和2年)
  - 3月-天翔オフィス田町　オープン
  - 7月-天翔オフィス東新宿　オープン
  - 7月-天翔オフィス赤坂ANNEX　オープン
- 2021年(令和3年)
  - 2月-天翔オフィス水道橋　オープン
  - 7月-天翔オフィス麻布十番　オープン
- 2022年(令和4年)
  - 3月-天翔オフィス上野末広町　オープン
  - 4月-天翔オフィス日本橋　オープン
  - 7月-天翔オフィス南青山ANNEX　オープン
  - 7月-本社を東京都中央区銀座へ移転
  - 10月-天翔オフィス新宿三丁目　オープン
- 2023年(令和5年)
  - 2月-天翔オフィス後楽園　オープン
- 2024年(令和6年)
  - 2月-天翔オフィス浜松町大門　オープン
  - 12月-天翔オフィス日本橋茅場町　オープン
- 2026年(令和8年)
  - 9月-天翔オフィス大手町神田(仮)　オープン予定